# ローキー照明

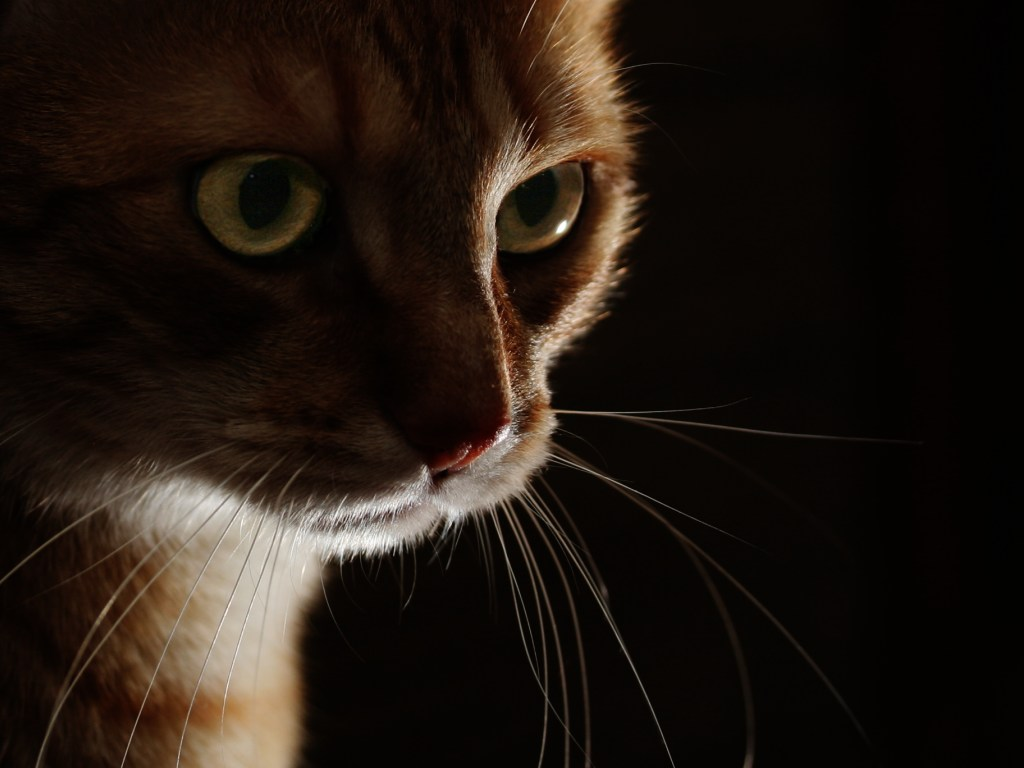
猫のローキー照明

ローキー照明（ローキーしょうめい、low-key lighting）とは、キーライト（ハイキー照明）による強烈な照明を避ける照明方式である。ロー・キー・ライティングとも記載されている。
この方式では、薄暗くおぼろげに見える。ただ、暗闇と影全体の見え方は、より明るい場所とのコントラスト（対比）に影響を与える。
この照明の方式は基本的に難しいので、第2次世界大戦前後にこの技法は完成されていった。
ローキー照明は、スリラーとホラー映画の特徴であり、特にフィルム・ノワールと関係がある。フィルム・ノワールではローキー照明は、しばしば驚きや心理的な激しさを伝える。